# باجو ديل فالو دي لاورو
باجو ديل فالو دي لاورو (الكامبانية: Pào) هي بلدة وبلدية في محافظة أفيلينو، كامبانيا، إيطاليا.